# Sarah Bertrand
Pour les articles homonymes, voir Bertrand.
Ne doit pas être confondu avec Sandra Bernhard ou Sarah Bernhardt.
Sarah Bertrand, née le 1er janvier 1973 à Paris, est une actrice et réalisatrice française.

## Biographie
Depuis toujours passionnée par le cinéma, Sarah Bertrand est tour à tour actrice, directrice de collection et cinéaste. En 2003, elle lance une collection d’édition littéraire sur le cinéma intitulé : « Des nouvelles du cinéma » éditée par la maison du Seuil. Parallèlement à son travail d’éditrice, elle réalise un court-métrage (12 min) tourné au Japon «The Tokyo made Things» qui sera présenté au forum des images dans le cadre du Salon des refusés en avril 2004.
En 2005, elle réalise d’un moyen-métrage (35 min) intitulé « There is no direction ». Le film sera présenté en sélection officielle au Festival de Cannes en mai 2005. Sa sortie en salle au Racine-Odéon en novembre 2007 est un succès[réf. souhaitée]. Vendu à la télévision, France 2 le diffuse le 15 mai 2007 et dans la foulée une version longue (52 min) est réalisée pour les chaînes Cinéma de Canal plus.
En avril 2007, Sarah Bertrand fonde sa maison de production Precious Films et réalise un documentaire (52 min) « Pour vous servir » sur les hommes et femmes du monde politique Français diffusé sur France 2, le 18 mars 2008.
En janvier 2009, elle accompagne Oliver Stone sur le tournage de son documentaire « South of the Border » sur le président vénézuélien Hugo Chávez et fait un film « Rolling with Stone » qui sera diffusé courant 2010 sur France 2 et Orange Cinéma Séries.
Son travail comme cinéaste reflète une vision poétique. Ses films inclassables donnent à voir l’intime et le caché. Ils représentent une métaphore libre et pudique de nos vies quotidiennes à tous.

## Filmographie

### Actrice

#### Cinéma
- 1992 : Tous les garçons d'Étienne Faure (court métrage)
- 1992 : Le Retour de Casanova d'Édouard Niermans : 1re Femme
- 1992 : Sexes faibles! de Serge Meynard : Virginie
- 1993 : Roulez jeunesse! de Jacques Fansten : Pilou
- 1999 : The Uninvited de Daniel Simpson (court métrage)
- 2000 : Samedi à dimanche d'Emmanuel Finkiel (court métrage)
- 2002 : Édouard est marrant de Riton Liebman (court métrage) : Natacha
- 2003 : Acte manqué de Romain Delange (court métrage) : Juliette
- 2007 : Petit Poucet de Matthieu Rozé (court métrage)

#### Télévision
- 1991 : Les Dessous de la passion : Chouchou
- 1992 : Séparément vôtre : Elodie
- 1992 : Un ballon dans la tête : Ana
- 1993 : L'Éternel mari : Isabelle
- 1995 : Bonjour tristesse : Cécile
- 1995 : Le juge est une femme - La fille aînée : Bettina
- 1996 : 17 ans et des poussières
- 1998 : Drôle de père : Sophie
- 1998 : Louise et les Marchés : Mélodie Garrel
- 1999 : Retour à Fonteyne : Alice
- 1999 : Louis la Brocante - Louis et le double jeu : Sibylle

### Réalisatrice
- 2005 : There Is No Direction
- 2008 : Pour vous servir
- 2010 : Rolling with Stone